# Misisipi
Misisipi o Misisipí (en inglés: Mississippi) es uno de los cincuenta estados que, junto con Washington D. C., forman los Estados Unidos de América. Su capital y ciudad más poblada es Jackson. Está ubicado en la región Sur del país, división Centro Sureste. Limita al norte con Tennessee, al este con Alabama, al sur con el golfo de México (océano Atlántico) y Luisiana, y al oeste con el río Misisipi, que lo separa de Luisiana y Arkansas, y el río Pearl que lo separa de Luisiana (por el suroeste). Fue admitido en la Unión el 10 de diciembre de 1817, como el estado número 20.
Misisipi ha sido históricamente un estado dominado por granjas y pequeñas ciudades, y dependiente de la agricultura y la ganadería. Actualmente, sin embargo, posee una economía relativamente diversificada, con una industria de manufactura y un turismo en crecimiento. Está considerado el estado más pobre del país, con relativamente altas tasas de desempleo y pobreza, y la menor renta per cápita del país. 
El nombre Misisipi proviene de una palabra del idioma ojibwa, que significa "grandes aguas" o "padre de las aguas". Algunos apodos de Misisipi son Estado de la Magnolia y Estado de la hospitalidad.
Misisipi fue inicialmente colonizado por los españoles, pero anexionado por el Reino Unido bajo los términos del Tratado de París. Con la independencia de las Trece Colonias, la región del Misisipi pasó a formar parte de los recién creados Estados Unidos de América. El Territorio de Misisipi fue creado en 1798, y, ya como el actual Misisipi, fue elevado a la categoría de Estado el 10 de diciembre de 1817. Misisipi prosperó económicamente, y fue durante décadas uno de los estados más ricos del país. Misisipi declaró su secesión de la Unión el 9 de enero de 1861, uniéndose a los Estados Confederados de América, siendo uno de los estados más afectados por la guerra civil estadounidense. Después de la guerra civil, fue restituido a la Unión el 23 de febrero de 1870. El panorama político y social de Mississippi se vio profundamente afectado por la guerra civil, la era de la Reconstrucción y el movimiento por los derechos civiles, en el que el estado desempeñó un papel fundamental en la lucha por los derechos civiles. Desde el final de la guerra civil hasta la década de 1960, Mississippi estuvo dominado por demócratas sureños socialmente conservadores y segregacionistas dedicados a defender la supremacía blanca.

## Geografía física

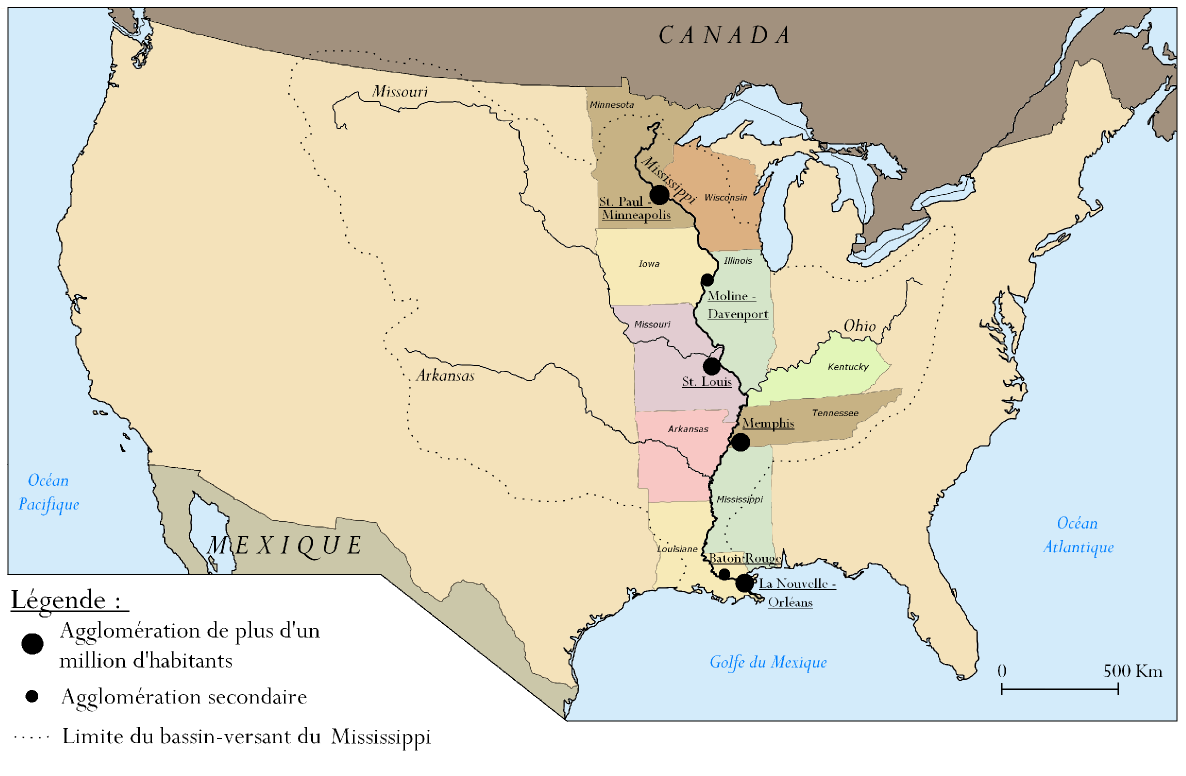
El río Misisipi forma su frontera oeste, con Arkansas y Luisiana

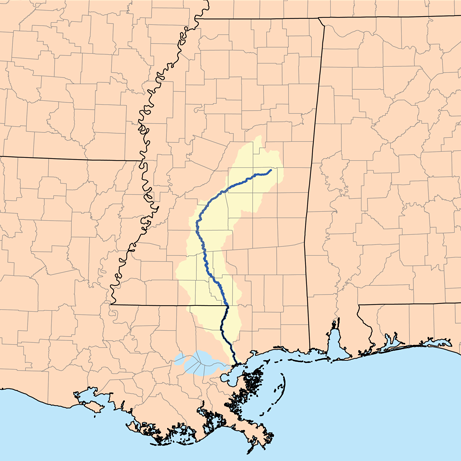
Río Pearl, que fluye en direcciones SO y S, por la mitad sur del estado y —en su último tramo— forma su frontera oeste más meridional, con Luisiana

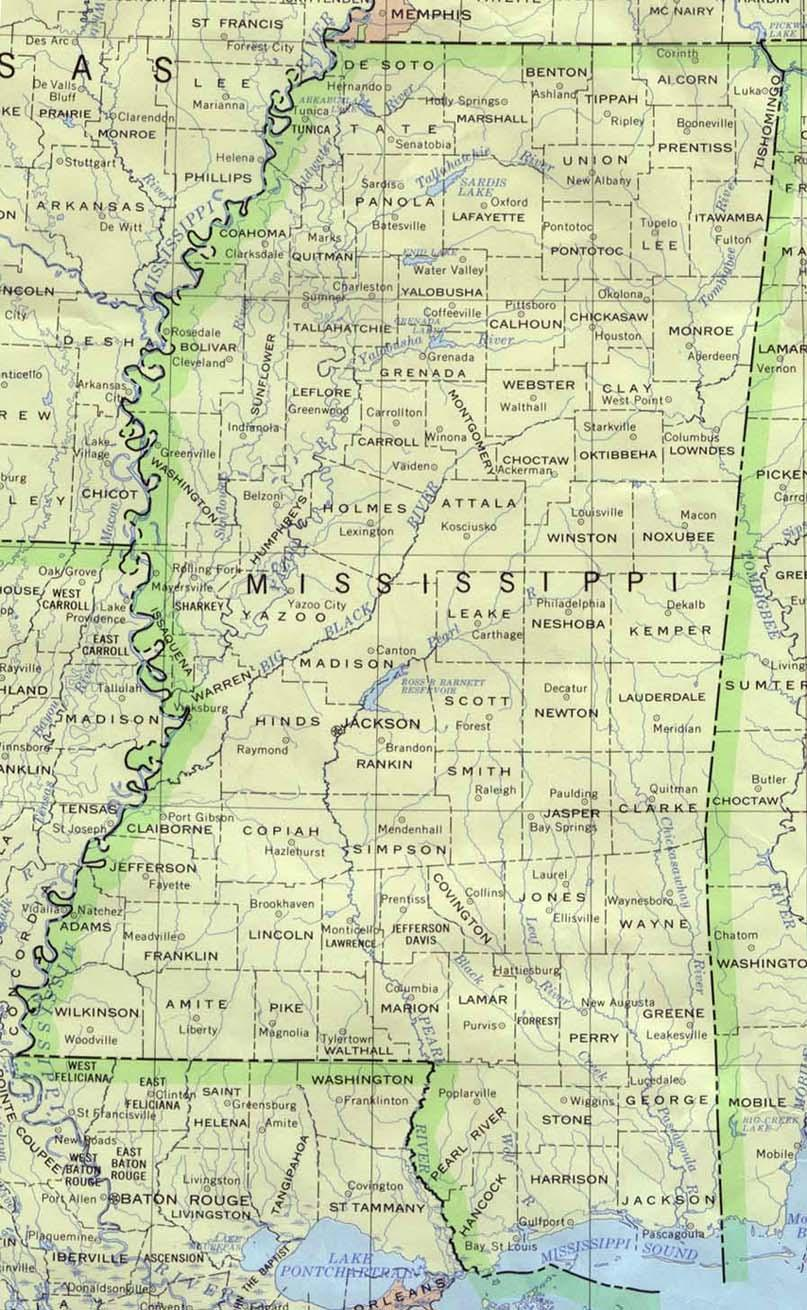
Mapa de Misisipi y de sus 82 condados

Misisipi limita al norte con Tennessee, al este con Alabama, al sur con Luisiana y el golfo de México, y al oeste con Luisiana y Arkansas. Su litoral a lo largo del golfo de México tiene una extensión de 71 kilómetros. Contando todas las regiones bañadas por el mar —bahías, estuarios e islas oceánicas— esta extensión se incrementa hasta los 578 kilómetros. El litoral del estado junto al océano Atlántico, al ser muy llano y de baja altitud, es muy vulnerable a las variaciones de marea, ciclones tropicales y otros factores geográficos que puedan provocar un aumento del nivel del mar junto al litoral del estado. Por ello, grandes diques protegen regiones densamente pobladas próximas al litoral del estado con el golfo de México. El mayor de estos diques tiene 40 kilómetros de longitud —el más largo en su género del país—.
El río Misisipi —que es el origen del nombre del estado— es el río más importante de Misisipi, y forma toda la frontera oeste del estado con Arkansas, y gran parte de la frontera del estado con Luisiana. El río Misisipi, por ser relativamente llano en la región, se desborda con mucha facilidad, lo que hace a las regiones próximas a las riberas del río muy vulnerables frente a las inundaciones. Las regiones más densamente pobladas próximas al río están protegidas por diques. La cuenca hidrográfica del río Misisipi cubre todo el oeste y el centro-norte del estado. Los ríos localizados en la región Este de Misisipi desembocan directamente en el golfo de México. 
Los bosques cubren cerca de 55 % del estado. Misisipi se caracteriza por su baja altitud. Ninguna parte del estado está localizada por encima de los 250 metros sobre el nivel del mar. El terreno del estado es por lo general relativamente plano, sin mayores accidentes geográficos.
Misisipi puede ser dividido en tres regiones geográficas distintas: 

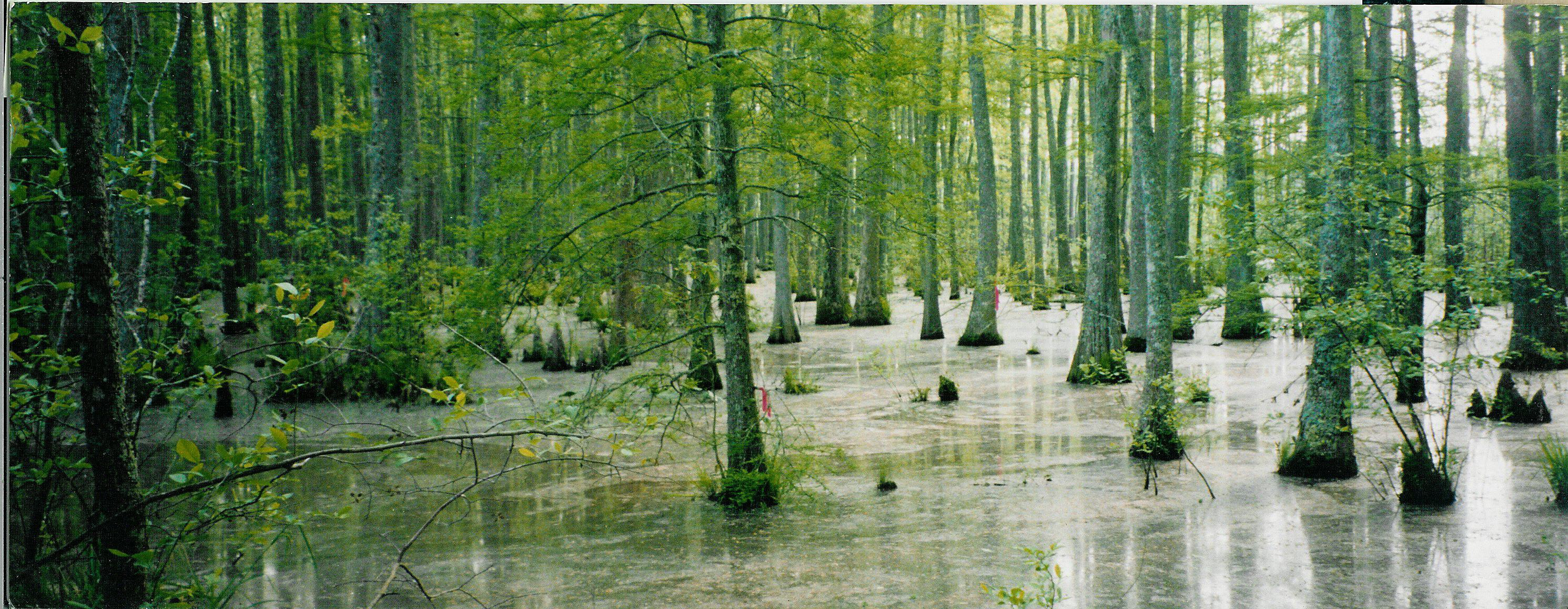
Pantano cerca de Ashland (Misisipi).

- Las Llanuras Aluviales de Misisipi cubren una estrecha franja de tierra localizada a lo largo del río Misisipi. Esta región es extremadamente plana, con muy pocos accidentes geográficos. Es extremadamente vulnerable a los desbordamientos del río Misisipi. Estas inundaciones, a pesar de poder causar grandes daños a las comunidades urbanas, depositan grandes cantidades de sedimentos en esta región, lo que hace al suelo de esta región extremadamente fértil e ideal para la práctica de la agricultura.
- Las Llanuras Occidentales de la Costa del Golfo ocupan la mayor parte del resto de Misisipi, y es la mayor de las tres regiones geográficas. Esta región se caracteriza por su terreno relativamente poco accidentado, cubierto de elevaciones achatadas y pequeñas colinas de baja altitud, y un suelo relativamente fértil. La mayor de estas colinas, la Woodall Mountain, es el punto más elevado del estado con 246 metros de altitud.[3] Buena parte de las Llanuras Occidentales están cubiertas por bosques.
- El Cinturón Negro es una estrecha franja de tierra localizada en la región este de Misisipi. Es una región de praderas, llana y con un suelo pobre, en comparación con el resto del estado.

### Clima

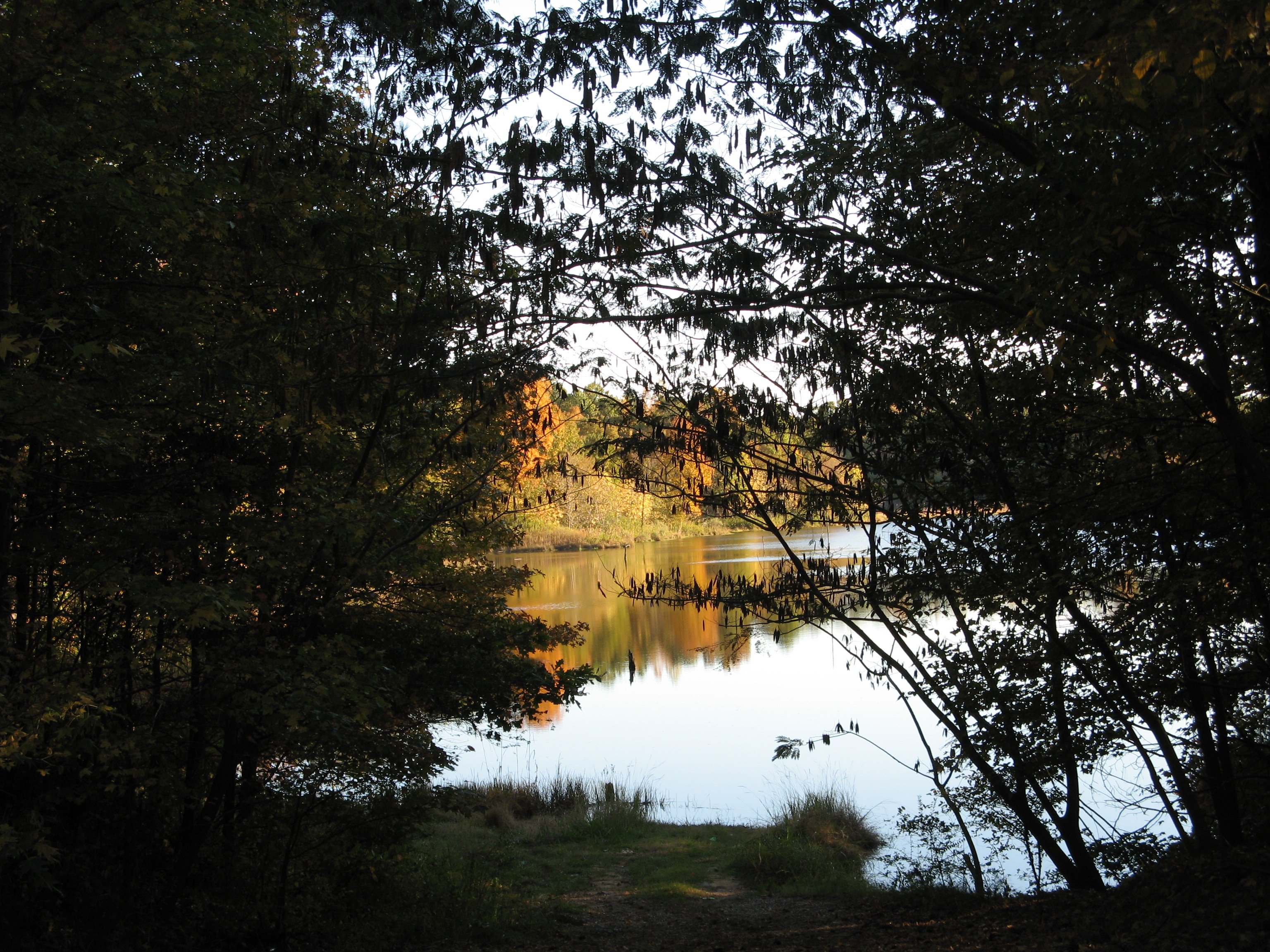
Otoño en el condado de Montgomery.

Misisipi posee un clima subtropical, con veranos largos y calientes, e inviernos cortos. Durante el invierno, la temperatura disminuye a medida en que se viaja en dirección al norte. La temperatura media de Misisipi en el invierno es de 8 °C. La temperatura media de la región sur de Misisipi es de 10 °C, y en el norte, de 5 °C. En el general, la media de las mínimas de Misisipi en el invierno es de 3 °C, y la media de las máximas, de 15 °C. Las temperaturas raramente caen por debajo de -10 °C. La temperatura más baja registrada en Misisipi fue de -28 °C, en Corinth, el 30 de enero de 1966.
En el verano, la temperatura media aumenta a medida en que se viaja en dirección al oeste, aunque la variación de temperatura sea mínima entre una región y otra del estado. La temperatura media de Misisipi durante el verano es de 27 °C. La temperatura media de la región oeste del estado es de 28 °C, y en el este, de 26 °C. En general, la media de las mínimas de Misisipi en el verano es de 21 °C, y la media de las máximas, de 34 °C. La temperatura más alta registrada en Misisipi fue de 46 °C, en Holly Springs, el 29 de julio de 1930.
La tasa de precipitación media anual de Misisipi disminuye a medida en que se viaja en dirección al norte, variando entre los 130 centímetros en el noroeste del estado a más de 165 centímetros anuales en el sur. La nieve es un fenómeno escaso en Misisipi, que ocurre principalmente en el norte del estado. Sin embargo, heladas y lluvias de granizo son relativamente comunes en el estado. Estos fenómenos climáticos causan millones de dólares en pérdidas al año en el sector agrario de Misisipi. Los huracanes también son habituales en el estado.
| Temperaturas medias mensuales altas y bajas de varias ciudades de Misisipi |       |      |      |       |       |       |       |       |       |       |      |      |
| Ciudad                                                                     | Ene   | Feb  | Mar  | Abr   | May   | Jun   | Jul   | Ago   | Sep   | Oct   | Nov  | Dic  |
| Jackson                                                                    | 13/2  | 16/3 | 20/7 | 24/11 | 28/16 | 32/20 | 33/22 | 33/21 | 30/18 | 25/11 | 19/6 | 14/3 |
| Meridian                                                                   | 14/2  | 17/3 | 21/7 | 25/10 | 29/16 | 32/19 | 34/21 | 34/21 | 31/18 | 26/11 | 20/6 | 16/3 |
| Tupelo                                                                     | 10/-1 | 13/1 | 18/5 | 23/9  | 27/14 | 31/19 | 33/21 | 33/20 | 29/17 | 24/9  | 17/4 | 12/1 |
| Fuente: ustravelwather (datos en °C)                                       |       |      |      |       |       |       |       |       |       |       |      |      |

## Historia

### Hasta 1817

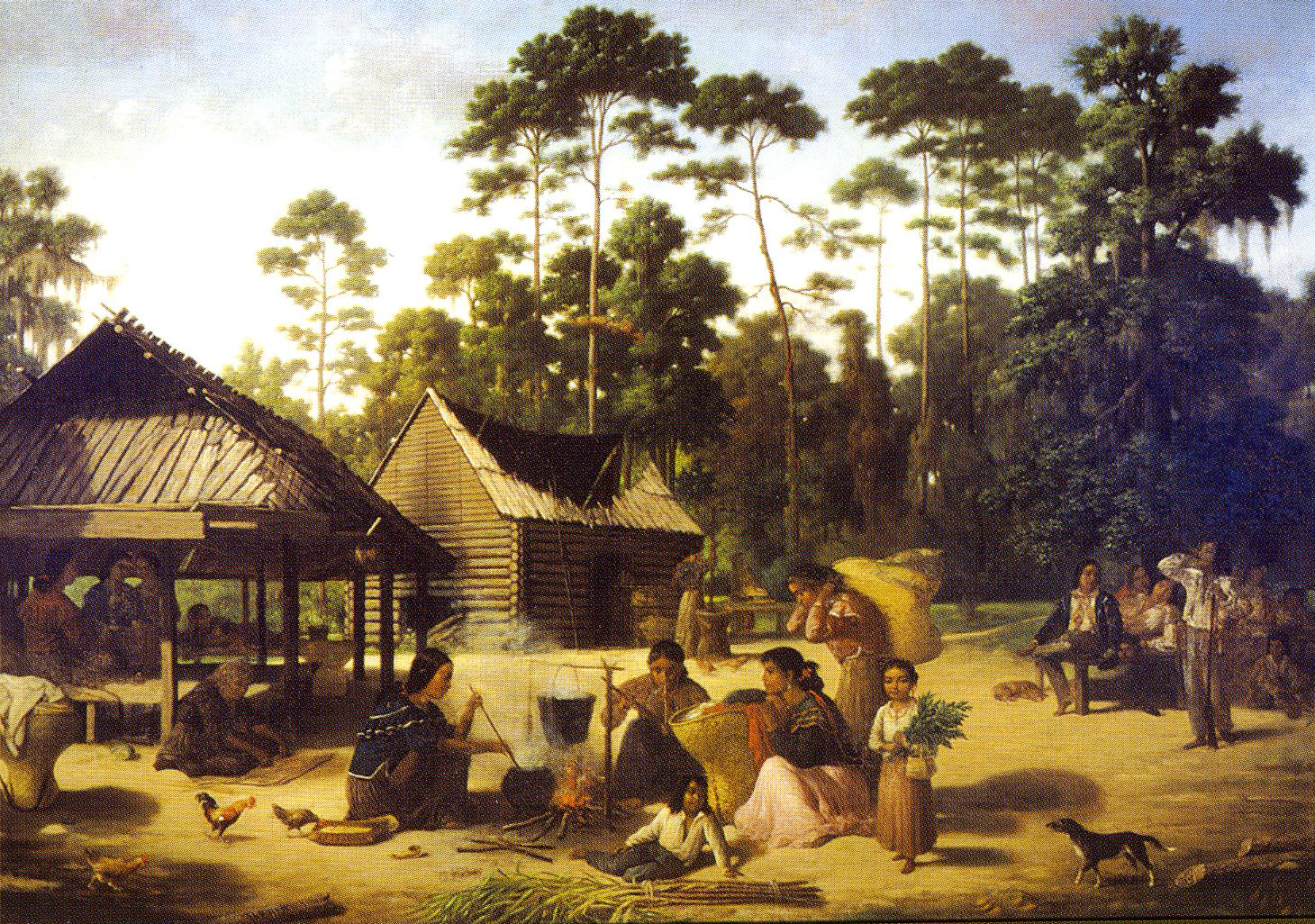
Poblado Choctaw cerca de Chefuncte, por Francois Bernard, 1869, Museo Peabody de Arqueología y Etnología.

Tres diferentes tribus de nativos americanos vivían en la región que constituye actualmente Misisipi, antes de la llegada de los primeros exploradores europeos a la región. Estas tribus eran los chickasaw (llamados chicazas por los españoles), que vivían en la región céntrica del actual Misisipi, los choctaw, que vivían en el norte y en el este, y los natchez, que vivían en el suroeste. La población de nativos americanos en Misisipi, en la época en que los primeros exploradores europeos llegaron a la región, se estima en 25 mil a 30 mil habitantes.
Los primeros exploradores europeos que llegaron a la región considerada como parte de Florida  fueron los miembros de la expedición española comandada por Hernando de Soto en 1541. De Soto y su expedición exploraron una región desprovista de recursos naturales como oro, especias, etc., por lo que no fundaron ningún asentamiento.  La región continuaría sin ser explorada por los europeos hasta 1692, cuando el francés Pierre Le Moyne d'Iberville fundó el primer asentamiento permanente en el actual Misisipi, donde está localizada actualmente Ocean Springs. Mientras tanto, el francés René Robert Cavelier ya había reivindicado la región para la Corona francesa, en 1682, cuando reivindicó toda la región de la cuenca hidrográfica del río Misisipi.
En 1716, el francés Jean-Baptiste Le Moyne fundó el segundo asentamiento europeo permanente en la región, el Fort Rosalie, cerca de la actual ciudad de Natchez. Los franceses empezaron la comercialización de pieles de animales con los nativos de la región, y el cultivo de tabaco y arroz. Los negreros franceses fueron los primeros en introducir la esclavitud en Misisipi hacia 1722.
El economista escocés John Law inició a principios del siglo XVII un proyecto de aumento de población de la región. Sin embargo este proyecto falló, y las personas que invirtieron dinero en él perdieron todo lo invertido. Pero dicho proyecto, cuya suspensión de pagos fue informada en el Reino Unido, atrajo diversos ingleses y escoceses a Misisipi. Estos colonos fundaron varios asentamientos bajo jurisdicción alternadamente española y francesa, tales como Biloxi Vieja, Biloxi Nueva (actual Biloxi) y Fort Louis de la Mobile (actual Mobile). A pesar de eso, el poblamiento de la región del Misisipi fue relativamente pequeño, y pocas personas se interesaron en instalarse en la región, a causa de los frecuentes ataques de los nativos, y de las desavenencias entre los franceses y el Reino Unido, que reivindicaba la región.
En 1730, los natchez iniciaron una rebelión armada contra los franceses. La reacción fue dura. Los franceses atacaron rápidamente, masacrando a la gran mayoría de los miembros de la tribu, incluidos mujeres y niños. Seis años después del genocidio, en 1736, los chickasaw, ayudados por los ingleses, derrotaron a las milicias francesas en el nordeste del actual Misisipi, quitándole a los franceses el control del río Misisipi. En 1763, bajo los términos del Tratado de París, los franceses cedieron la región a Inglaterra. La región sur pasó a formar parte del territorio inglés de Florida Occidental, mientras que el resto del actual Misisipi pasó a formar parte de Georgia.
En 1775, se inició la Guerra de Independencia de los Estados Unidos. Los habitantes de la región de Florida Occidental, la mayoría de ascendencia británica, permanecieron en su mayoría leales a la Corona británica, mientras que los comerciantes (principalmente británicos y franceses) y los nativos de la región centro-norte del actual Misisipi apoyaron a los rebeldes. España, que apoyaba a los rebeldes durante la revolución armada, arrebata a los ingleses —con un ejército al mando de Bernardo de Gálvez— la región de Florida Occidental y la Florida Oriental sin grandes dificultades, en 1781. Dos años después, en 1783, la guerra por la independencia terminó, y bajo los términos del Tratado de París, los británicos tuvieron que ceder a España la región de Florida Occidental, y el resto del actual Misisipi —la región por encima del paralelo 32°— a los estadounidenses. Estos inmediatamente pasaron a reivindicar el paralelo 31° como frontera, y los españoles aceptaron la reivindicación de los estadounidenses en 1795.
En 1798, Estados Unidos crea el Territorio de Misisipi, que comienza a desarrollarse rápidamente a partir de 1803, es decir, tras realizarse la Compra de Luisiana, que dio a los Estados Unidos control total sobre el río Misisipi, y estimuló el poblamiento de la región. En 1803, el gobierno estadounidense cedió tierras al norte del Territorio de Misisipi para unirlas al Territorio. Misisipi crecería en área nuevamente en 1812, cuando una parte de Florida Occidental fue anexionada por los Estados Unidos. Entonces, el Territorio de Misisipi estaba compuesto por toda la región que actualmente constituye Misisipi, así como el estado vecino de Alabama.
En 1817, el Congreso estadounidense hizo de la región este del entonces Territorio de Misisipi un nuevo territorio, el Territorio de Alabama. El 10 de diciembre del mismo año, Misisipi fue elevado a la categoría de Estado, convirtiéndose en el 20° estado estadounidense.

### 1817-1945

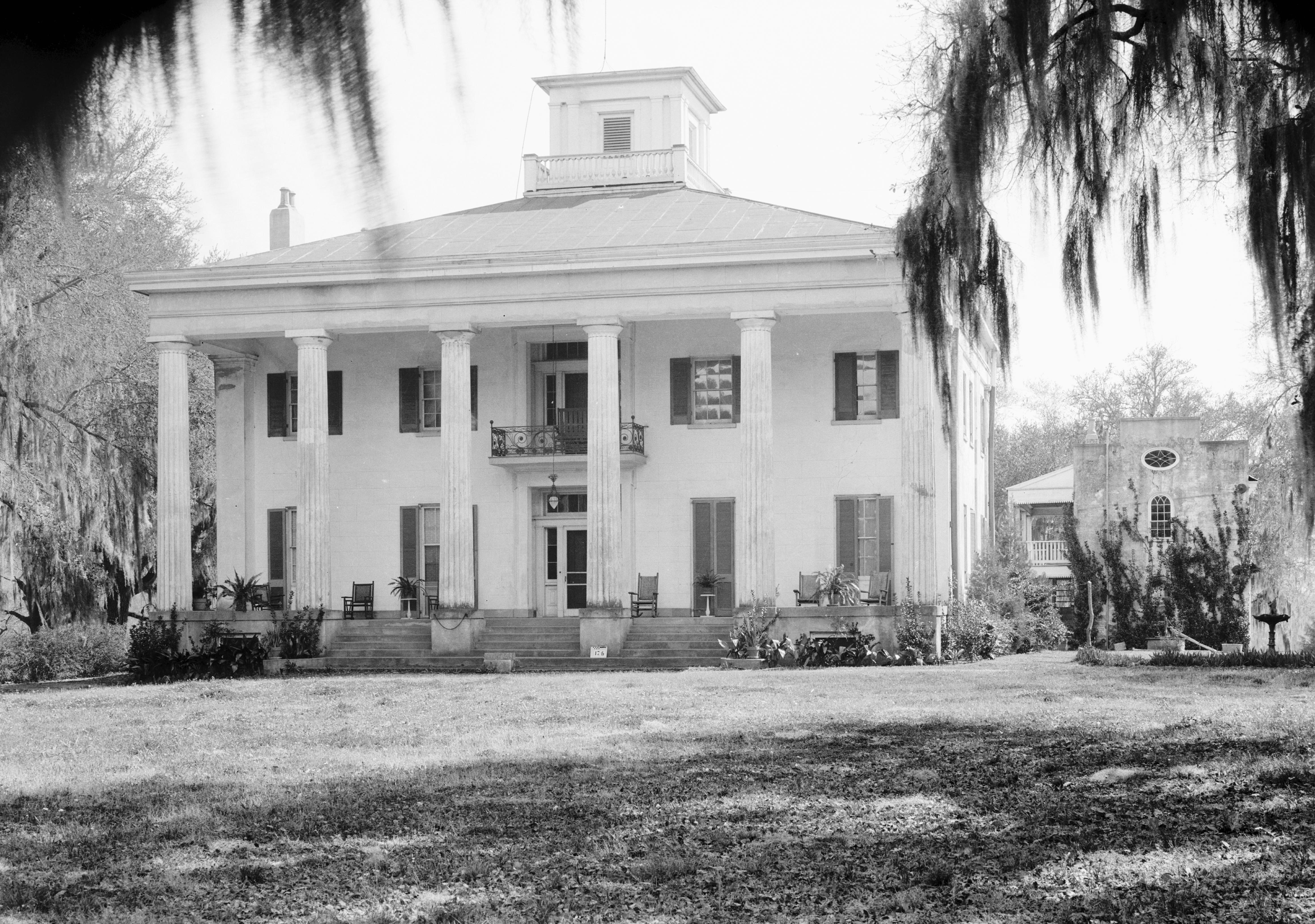
Fachada de la mansión D'Evereux, construida en 1840 cerca de Natchez (Misisipi).

Inicialmente, la capital de Misisipi era Columbia, cambiándose algunos años después para Natchez y Washington, hasta que se cambió definitivamente a Jackson, en 1822. Los estadounidenses, durante la década de 1810 hasta la década de 1830, gradualmente forzaron a los indígenas instalados en Misisipi a salir del estado. No hubo conflictos armados por la posesión de las tierras de la región, y los nativos salieron del estado pacíficamente, aunque forzosamente. La gran mayoría de los nativos americanos se trasladó a lo que se llamaba por entonces el Territorio Indígena —que constituye actualmente el estado estadounidense de Oklahoma—. La salida de los nativos dejó libres amplias cantidades de tierras para el cultivo, que atrajeron a gran cantidad de personas a Misisipi.
A finales de la década de 1830, Misisipi era un gran centro agrario estadounidense. El estado poseía grandes latifundios, que cultivaban principalmente algodón para su exportación. Estos latifundios dependían del trabajo esclavo, como mano de obra relativamente barata. Hasta el inicio de la década de 1860, Misisipi era considerado uno de los estados más ricos del país.
La mayor parte de la población de Misisipi apoyaba el uso del trabajo esclavo, del que dependía la economía del estado, como en otros estados del Sur estadounidense. Hasta la década de 1830, la mayor parte de la población de Misisipi estaba en contra de una posible separación del resto del país. Sin embargo, en menos de tres décadas, la población de Misisipi pasó a aceptar cada vez más la secesión del estado del resto de los Estados Unidos, a causa de la creciente fuerza abolicionista en los Estados Unidos, que amenazaba la estructura de la economía esclavista de Misisipi. En enero de 1861, los miembros del Legislativo de Misisipi se reunieron en una convención constitucional, y decidieron separarse de los Estados Unidos, convirtiéndose en el segundo estado estadounidense a hacer esto, tras Carolina del Sur. En febrero, Misisipi se unió con otros diez estados que se separaron de los Estados Unidos, y pasó a formar parte de los Estados Confederados de América. Jefferson Davis, de Misisipi, fue escogido como primer Presidente de la Confederación. El mismo año, se iniciaría la guerra civil estadounidense.
Aproximadamente 80 mil hombres de Misisipi sirvieron en el ejército confederado durante la guerra civil. Misisipi fue escenario de diversas batallas y conflictos importantes entre las tropas confederadas y de la Unión —Estados Unidos propiamente dicho—. La mayor de estas batallas fue la Batalla de Vicksburg, ocurrida el 4 de julio de 1863, cuando el fuerte confederado en Vicksburg fue capturado por tropas de la Unión comandadas por el general Ulysses S. Grant. Las batallas y conflictos realizados en Misisipi fueron causa de gran destrucción en las ciudades y en los campos del estado. La economía de Misisipi estaba completamente arruinada después del final de la guerra, en 1865, a causa del bloqueo de los puertos de la confederación y de la inflación, y de la fuga masiva de esclavos. Misisipi, hasta entonces uno de los estados más ricos de los Estados Unidos, desde entonces figura entre los estados más pobres del país.
Misisipi, después del fin de la guerra civil, pasó a ser administrado por militares. Después de la adopción de una nueva Constitución estatal, en 1870, Misisipi fue readmitido como estado estadounidense, en 1870. No solamente la esclavitud fue abolida en todo Estados Unidos, sino que, además el gobierno estadounidense impuso un gobierno estatal compuesto por blancos y negros, lo que fue visto como una humillación por parte de la población blanca del estado. En 1876, el gobierno militar impuesto por el gobierno estadounidense que gobernaba Misisipi fue retirado, y los habitantes del estado recuperaron el control del gobierno de Misisipi. Gradualmente, los negros perdieron muchos de los derechos que habían ganado después del final de la guerra civil.
Mientras tanto, la economía de Misisipi tardaría décadas en recuperarse de la destrucción causada por la Guerra Civil, que volvería a los niveles preguerra solamente en la década de 1890, pasando a crecer más vigorosamente a partir del inicio de la década de 1900, cuando la economía del estado comenzó la diversificarse, con la construcción de fábricas y líneas ferroviarias. La silvicultura se hizo también una importante fuente de renta de Misisipi. El auge del crecimiento económico del estado durante el inicio del siglo XX ocurrió durante a Primera Guerra Mundial, gracias al aumento de la demanda internacional de productos industrializados.

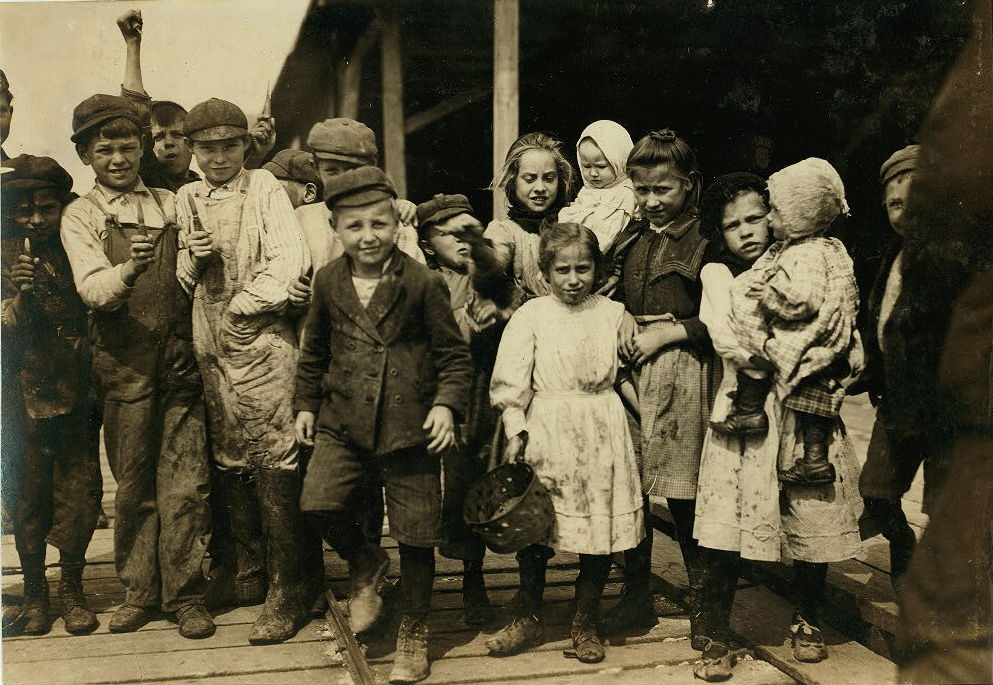
Niños trabajadores en Pass Christian en 1911. Foto de Lewis Hine.

Durante la década de 1900, Misisipi realizó diversas reformas socio-educacionales. En 1908, el estado instituyó un sistema agrario de escuelas de enseñanza secundaria, para intentar disminuir las deficiencias en el sistema educativo en las áreas rurales del estado. En 1912, Misisipi pasó a prohibir el uso del trabajo infantil. En 1916, se inició un programa de educación para adultos, que pretendía disminuir las altas tasas de analfabetismo entre la población adulta del estado. En 1924, Misisipi instituyó su actual departamento de educación.
En 1927, una gran crecida del río Misisipi hizo que cerca de cien mil personas que vivían a lo largo del río huyeran de la zona. Aunque no murió nadie, las crecidas causaron cerca de 204 millones de dólares en daños y perjuicios, uno de los desastres naturales más caros hasta entonces en la historia estadounidense.
Durante el inicio de la década de 1930, Misisipi fue duramente alcanzado por la Gran Depresión, que causó suspensión de pagos en muchos establecimientos comerciales e industriales, desempleo y endeudamiento de granjeros. El estado reaccionó creando un programa llamado Balancing Agriculture With Industry (Equilibrando agricultura con industria), para estimular una mayor diversificación de la economía del estado, y disminuir su dependencia en relación con la agricultura, que aún era claramente la mayor fuente de renta del estado. El programa, ayudado por el descubrimiento de reservas de petróleo en 1939 y en 1940, hizo que la economía se recuperara en gran medida alrededor de 1940, ayudando a estimular la industrialización del estado. El año siguiente, en 1941, los Estados Unidos entrarían en la Segunda Guerra Mundial, y Misisipi pasó a industrializarse rápidamente. Este crecimiento continuó después del final de la guerra, en 1945.

### Desde 1945
Hasta 1954, las instituciones de enseñanza de Misisipi estaban segregadas. Este año, la Corte Suprema de los Estados Unidos ordenó el fin de la segregación en todas las instituciones de enseñanza en todos los estados donde la segregación entre blancos y afroamericanos existía. Buena parte de la población blanca de Misisipi estaba en contra del fin de la segregación. El proceso de integración racial en las escuelas del estado fue muy lento y gradual, y uno de los más violentos del país. En 1962, dos personas murieron en una revuelta popular, cuando James Meredith se convirtió en el primer negro en ser admitido en la Universidad de Misisipi. En 1964, tres miembros del Movimiento de los Derechos Civiles de los negros fueron asesinados. Fue en este año cuando las primeras escuelas públicas del estado fueron integradas, diez años después de la orden de la Corte Suprema. En 1969, buena parte de las escuelas del estado aún estaban segregadas, cuando la Corte Suprema, considerando este proceso como lento e ineficiente en Misisipi, ordenó la inmediata integración de las escuelas del estado, que fueron integradas en su totalidad en diciembre del mismo año.
A pesar de la industrialización ocurrida durante y después de la Segunda Guerra Mundial, la industria de Misisipi todavía era muy débil, y el estado aún era muy dependiente de la agricultura y la ganadería. Muchos granjeros, por su parte, pasaron a quedar desempleados, a causa de la creciente modernización de las haciendas del estado, lo que disminuyó la demanda de mano de obra en el sector agropecuario. Misisipi creó durante las décadas de 1950 y 1960 diversas medidas para intentar estimular una mayor industrialización. En 1954, los trabajadores ya no fueron obligados a unirse a sindicatos, cuando eran contratados. En 1960, Misisipi disminuyó drásticamente los impuestos para establecimientos industriales instalados en el estado. Al final de la década de 1960, trabajaban más personas en el sector industrial que en el sector agropecuario. El proceso de industrialización y de diversificación de la economía continúa en Misisipi hasta la actualidad.

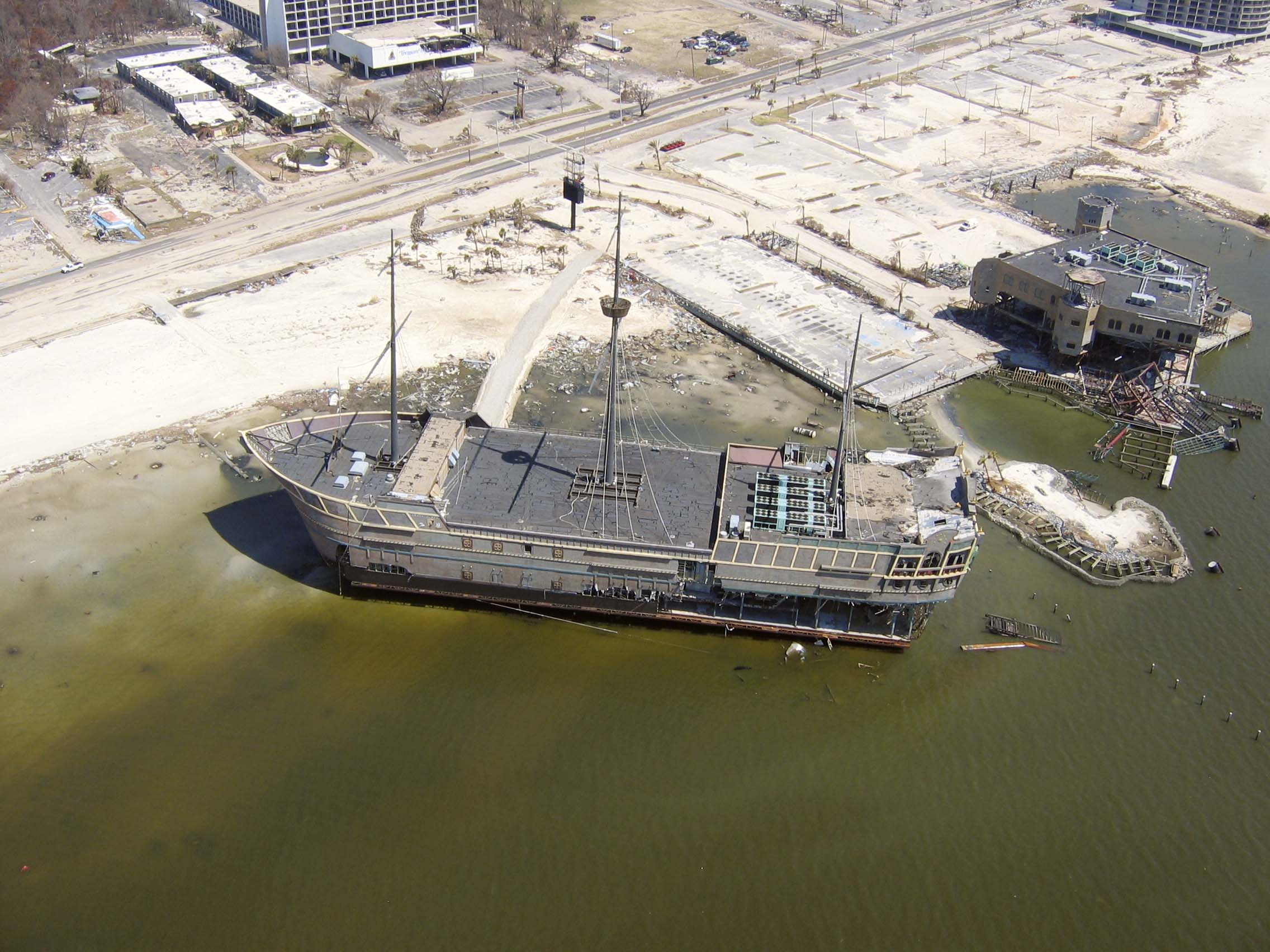
Vista de la destrucción causada por el Huracán Katrina en el buque casino Treasure Bay.

El 17 de agosto de 1969, el Huracán Camille alcanzó el litoral de Misisipi, matando a 248 personas y causando 1500 millones de dólares en daños y perjuicios en la región. El 29 de agosto de 2005, el Huracán Katrina causó una destrucción aún mayor a lo largo de los 71 kilómetros de litoral del Misisipi junto al golfo de México.
En años recientes, además de la industrialización, Misisipi se ha destacado por su conservadurismo político y pocos conflictos raciales. En 1990, el estado permitió la construcción de casinos fluviales, que podían ser operados solamente en embarcaciones en ríos. La legalización de estos casinos aumentó los ingresos anuales del gobierno de Misisipi. Sin embargo, estos ingresos fueron drásticamente reducidos con el Huracán Katrina, que destruyó muchos de estos casinos fluviales. Ciudades que tenían a los casinos como una fuente primaria de renta incluyen a Gulfport y Biloxi, en el litoral del estado en el golfo de México, y Tunica, Greenville, Vicksburg y Natchez en el río Misisipi. Antes del Huracán Katrina, Misisipi poseía la segunda mayor industria de casinos del país, detrás solamente de Nevada, y delante de Nueva Jersey, siendo sobrepasada por esta última después del huracán.
El 17 de octubre de 2005, el gobernador Harley Barbour firmó una ley que permitía la reconstrucción de casinos en los condados de Hancock y Harrison, en tierra, siempre que no estén localizados a más de 800 metros del litoral —y en el condado de Harrison—, estos casinos pueden ser construidos a lo largo de la Highway 90, una autopista federal.

## Administración y política
La actual Constitución de Misisipi fue adoptada en 1890. Otras constituciones más antiguas fueron adoptadas en 1817, 1832 y en 1869. Las Enmiendas a la Constitución son propuestas por el Poder Legislativo, y para ser aprobadas, necesitan al menos la aprobación del 67 % del Senado y de la Cámara de los Representantes del Estado, y posteriormente por el 51 % o más de la población electoral de Misisipi, en un referéndum. La población del estado también puede proponer enmiendas a la Constitución a través de una petición. Las enmiendas también pueden ser realizadas a través de una Convención constitucional, que necesita recibir al menos la aprobación del 67 % de los votos de ambas cámaras del Poder Legislativo y del 51 % de los electores del estado, en un referéndum.
El principal oficial del Poder Ejecutivo de Misisipi es el gobernador. Este, juntamente con el Teniente Gobernador, es elegido por los electores del estado para mandatos de hasta cuatro años de duración. Ambos son elegidos en una lista electoral, y no tienen un límite de mandatos, pero no pueden ejercer dos seguidos. La mayoría de los oficiales de los diferentes departamentos del Ejecutivo de Misisipi son nombrados por el gobernador, con consentimiento del Legislativo, a excepción del tesorero, el secretario de Estado y el procurador general, que son elegidos por la población del estado para mandatos de hasta cuatro años de duración.

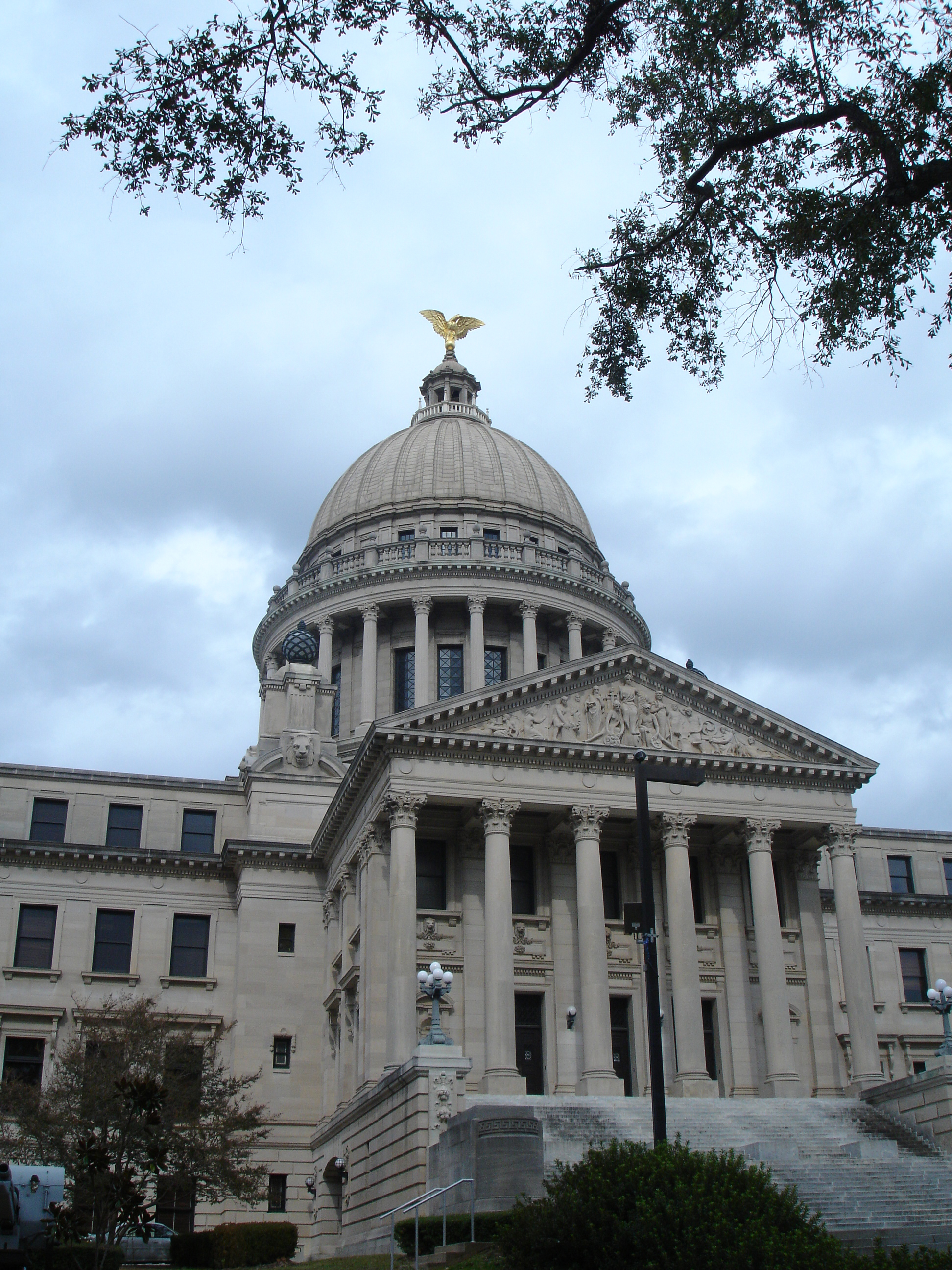
Capitolio del estado de Misisipi, en Jackson.

El Poder Legislativo de Misisipi está constituido por el Senado y por la Cámara de los Representantes. El Senado posee un total de 52 miembros, mientras que la Cámara de los Representantes posee un total de 122 miembros. Misisipi está dividido en 52 distritos senatoriales y 122 distritos representativos. Los electores de cada distrito eligen un senador/representante, que representará cada distrito en el Senado/Cámara de los Representantes. El mandato de los senadores es de cuatro años, y el de los miembros de la Cámara de los Representantes, de dos años. No existe un límite para que una persona pueda ejercer como senador o representante.
El Tribunal más alto del Poder Judicial de Misisipi es el Tribunal Supremo de Misisipi, compuesta por nueve jueces, tres de cada uno de los tres distritos judiciales del Estado. El juez con el mayor tiempo de experiencia se convierte en Presidente del Tribunal Supremo. Todos estos jueces son elegidos por períodos de hasta ocho años de duración. La segunda mayor corte de Misisipi es la Court of Appeals, compuesta por diez jueces, dos de cada uno de los cinco distritos congresionales del estado. Los jueces de este tribunal son elegidos por la población de los distritos congresionales para mandatos de hasta cuatro años de duración. 
Misisipi está dividido en 82 condados. Cada condado del estado está dividido en cinco distritos diferentes. Cada condado es administrado por un consejo de supervisores compuesto por cinco miembros, cada uno elegido por loa población de cada uno de los cinco distritos del condado. La mayoría de las ciudades de Misisipi está administrada por un alcalde y por un consejo municipal. Todas las administraciones públicas de las ciudades y los condados del estado están sujetas al control del gobierno de Misisipi.
Cerca de mitad de los ingresos del presupuesto del gobierno de Misisipi está generada por impuestos estatales, y el resto proviene de presupuestos suministrados por el gobierno federal y de préstamos. En 2002, el gobierno del estado gastó 12,05 mil millones de dólares, generando 11,05 mil millones de dólares. La deuda gubernamental de Misisipi es de 4,16 mil millones de dólares. La deuda per cápita es de 1451 dólares, el valor de los impuestos estatales per cápita es de 1649 dólares, y el valor de los gastos gubernamentales per cápita es de 4445 dólares.
Misisipi, históricamente, ha sido dominado políticamente por el Partido Demócrata, principalmente desde el fin de la guerra civil estadounidense hasta la década de 1960, sobre todo a causa del gran resentimiento de la población contra los republicanos, que fueron los responsables de la abolición del trabajo esclavo en el país. La mayor parte de los políticos electos en las administraciones de las ciudades y de los condados del estado, así como los miembros del gobierno de Misisipi y representantes del Estado en el Congreso de los Estados Unidos, han sido demócratas, hasta la actualidad. Sin embargo, el Partido Republicano se ha fortalecido gradualmente a partir de la década de 1930. Desde 1948, por ejemplo, la mayoría de los cuatro votos de Misisipi en el Colegio Electoral en las elecciones presidenciales estadounidense han sido republicanos. Desde 1991, cuando Kirk Fordice se convirtió en el primer gobernador republicano del estado, los republicanos han dominado políticamente Misisipi. 
Misisipi es uno de los estados más conservadores de los Estados Unidos, donde la religión es con frecuencia un importante factor de la opinión política de los habitantes del estado. El estado posee leyes rígidas contra los juegos de azar y las bebidas alcohólicas. En 2004, el 86 % de los electores del estado reformó la Constitución estatal para proscribir cualquier clase de derechos legales para parejas homosexuales, el mayor nivel de apoyo entre cualquier iniciativa del género recibida en los Estados Unidos.

## Economía

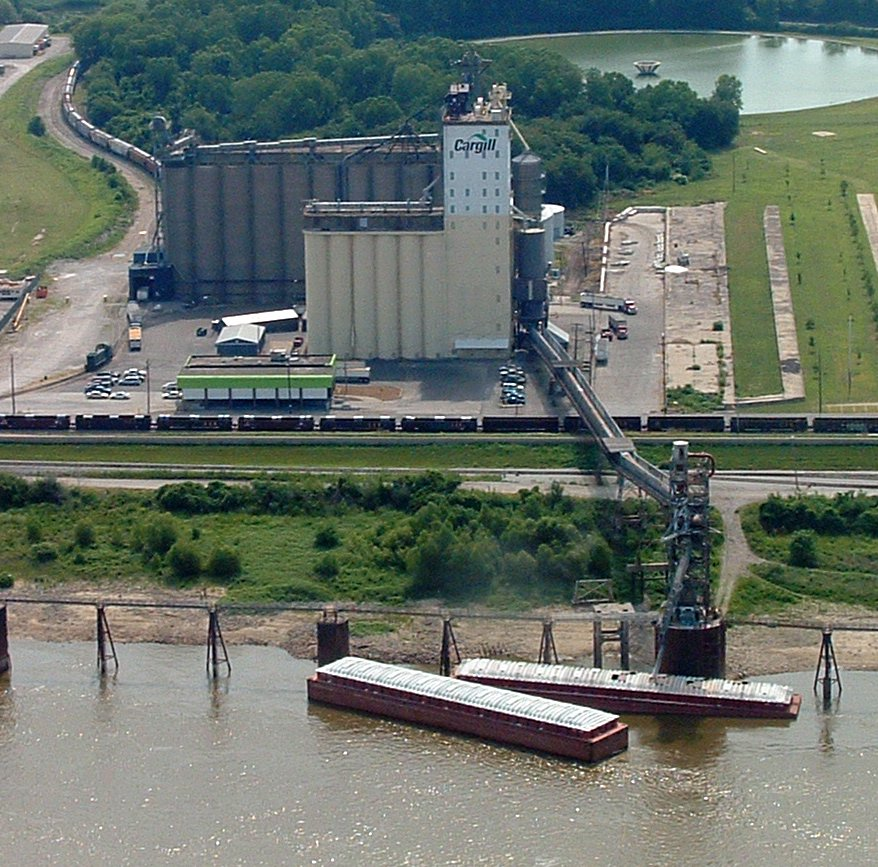
Elevador de grano en los márgenes del río Misisipi.

El producto interior bruto de Misisipi, en 2003, fue de 72 mil millones de dólares. La renta per cápita del estado, por su parte, fue de 23 466 dólares, la menor del país. La tasa de desempleo del estado es del 6,2%. El hecho de que Misisipi sea considerado el estado más pobre del país tiene sus orígenes en la guerra civil estadounidense. Antes de la guerra civil Misisipi era el quinto estado más rico del país. La guerra le costó al estado cerca de 30 mil hombres. Los granjeros que sobrevivieron a la guerra fueron virtualmente a la suspensión de pagos, a causa de la emancipación de los esclavos y de la destrucción causada por la guerra. Al contrario que el resto de los estados del país, los trabajadores de Misisipi no pueden ser forzados a unirse a un sindicato cuando son empleados.
El sector primario aporta el 3 % del PIB de Misisipi. A la agricultura y ganadería les corresponde un total del 2,9 % del PIB del Estado, empleando cerca de 72 mil personas. Misisipi posee cerca de 42 mil granjas, que cubren cerca de 40 % del estado. Los principales productos producidos por la industria agropecuaria de Misisipi son la carne y la leche bovina, el algodón y la soja. La pesca y a silvicultura aportan juntas un 0,1 % del PIB, empleando cerca de tres mil personas.
El sector secundario supone un 27 % del PIB de Misisipi. El valor total de los productos fabricados en el estado es de 17 mil millones de dólares. Los principales productos industrializados fabricados en el estado son alimentos industrializados, equipamientos de transportes, móviles, ropas y textiles. La industria de manufactura responde por el 22 % del PIB del estado, empleando aproximadamente a 244 mil personas. La industria de la construcción supone el 4 % del PIB del Estado, y emplea aproximadamente a 83 mil personas. La minería con el 1 % del PIB de Misisipi, emplea a cerca de 9,5 mil personas. Los principales recursos naturales extraídos en el estado son petróleo y gas natural.
El sector terciario supone el 70 % del PIB de Misisipi. Los servicios comunitarios y personales son responsables del 17 % del PIB del estado, y emplean a cerca de 361 mil personas. El comercio al por mayor y al por menor responde por el 17 % del PIB del estado, y emplea aproximadamente a 288 mil personas. Los servicios gubernamentales aportan el 15 % del PIB de Misisipi, empleando aproximadamente a 259 mil personas. Los servicios financieros y el sector inmobiliario son cerca del 11 % del PIB, empleando aproximadamente a 70 mil personas. los transportes, telecomunicaciones y utilidades públicas emplean a cerca de 64 mil personas, y suponen un 10 % del PIB. Cerca del 35 % de la electricidad generada en Misisipi es producida en centrales termoeléctricas a carbón, el 30 % en centrales nucleares, y la mayor parte del resto es generada por centrales termoeléctricas a petróleo o gas natural.

## Demografía

Cambio porcentual de la población del estado por condado durante los censos de 2000px y 2010.

Pirámide de edades de Misisipi.

De acuerdo con el censo nacional del 2000 de la Oficina del Censo de los Estados Unidos, la población de Misisipi era de 2.884.658 habitantes, un crecimiento del 12,1 % en relación con la población del estado en 1990, de 2.573.216 habitantes. Una estimación realizada en 2005 calculó la población de Misisipi en 2.925.426 habitantes, un crecimiento del 13,5 % en relación con la población del Estado en 1990, del 2,7 % en relación con la población del Estado en 2000, y del 0,7 % en relación con la población estimada en 2004.
El crecimiento natural de la población de Misisipi entre 2000 y 2005 fue de 80 733 habitantes —228 849 nacimientos menos 148 116 fallecimientos— el crecimiento poblacional causado por la inmigración fue de 10 653 habitantes, mientras que la migración interestatal resultó con una pérdida de 10 578 habitantes. Entre 2000 y 2005, la población de Misisipi creció en 40 768 habitantes, y entre 2004 y 2005, en 20 320 habitantes.

### Grupos étnicos
| Raza y etnia                              | Alone | Alone | Total | Total |
| ----------------------------------------- | ----- | ----- | ----- | ----- |
| Blancos (NH)                              | 55.4% | 55.4  | 57.9% | 57.9  |
| Negros                                    | 36.4% | 36.4  | 37.6% | 37.6  |
| Latinos                                   | —     |       | 3.6%  | 3.6   |
| Asiáticos                                 | 1.1%  | 1.1   | 1.5%  | 1.5   |
| Nativos                                   | 0.5%  | 0.5   | 1.6%  | 1.6   |
| Estadounidenses de las islas del Pacífico | 0.04% | 0.04  | 0.1%  | 0.1   |
| Otro                                      | 0.2%  | 0.2   | 0.7%  | 0.7   |

Los seis mayores grupos de Misisipi por su ascendencia son: afroamericanos (que forman el 36,2 % de la población del estado), estadounidenses (14,2 %) irlandeses (6,9 %), ingleses (6,1 %) alemanes (6,1 %) e italianos (1,42 %). Misisipi también posee una comunidad francesa de tamaño considerable.
Hasta la década de 1940, la mayoría de la población de Misisipi era afrodescendiente, pero desde entonces, hasta la década de 1980, el porcentaje de afroamericanos en la población del estado cayó gradualmente, a causa de la gran migración de éstos hacia los estados del Norte. Desde la década de 1980, sin embargo, el porcentaje de afroamericanos en la población de Misisipi ha aumentado gradualmente, gracias a las mayores tasas de natalidad entre la población afrodescendiente. Actualmente, Misisipi posee la mayor población de afroamericanos del país (porcentualmente).
Más del 98 % de la población blanca de Misisipi nació en los Estados Unidos, principalmente de ascendencia norte-europea. La mayoría de los habitantes de ascendencia china de Misisipi son descendientes de trabajadores rurales traídos de California durante la década de 1870. Los chinos no se adaptaron bien al sistema de cultivo de Misisipi, por lo que la mayoría se hicieron pequeños comerciantes.

### Religión
Porcentaje de la población de Misisipi por afiliación religiosa:
| Religión en Misisipi (2019) | Religión en Misisipi (2019) | Religión en Misisipi (2019) | Religión en Misisipi (2019) | Religión en Misisipi (2019) |
| --------------------------- | --------------------------- | --------------------------- | --------------------------- | --------------------------- |
| Religión                    | Religión                    |                             | Porcentaje                  | Porcentaje                  |
| Protestantismo              | Protestantismo              |                             | 79 %                        | 79 %                        |
| Sin religión                | Sin religión                |                             | 15 %                        | 15 %                        |
| Catolicismo                 | Catolicismo                 |                             | 4 %                         | 4 %                         |
| Otros religiones            | Otros religiones            |                             | 2 %                         | 2 %                         |

- Protestantismo: 79 % - 2 392 038
- Sin religión: 15 % - 454 184
- Catolicismo: 4 % - 121 115
- Otras religiones: 2 % - 60 557

En Misisipi la religión predominante es la protestante, particularmente los bautistas, seguida por los metodistas. La pequeña población católica de Misisipi está concentrada principalmente en comunidades urbanas y en el litoral del estado, mientras que su pequeña población judía se concentra principalmente en las grandes ciudades del estado.

### Principales ciudades
| - Jackson - Gulfport - Biloxi - Natchez - Vicksburg - Centreville - Columbus - Greenville - Greenwood - Kosciusko - Tupelo | - Hattiesburg - Grenada - Ridgeland - Clinton - Florence - Richland - Picayune - Bay St. Louis - Hernando - Holly Springs - Raymond | - Moss Point - Meridian - Oxford - Laurel - McComb - Batesville - Flowood - Madison - Brandon - Clarksdale - Winona | - Yazoo City - Pearl - Brookhaven - Ocean Springs - Pascagoula - Pontotoc - Poplarville - Corinth - Amory - Southaven - Starkville - West Point | - D'Iberville - Itta Bena - Woodville - Port Gibson - Canton - Gautier - Petal - Cleveland - Vancleave - Waveland - Waynesboro |

### Educación

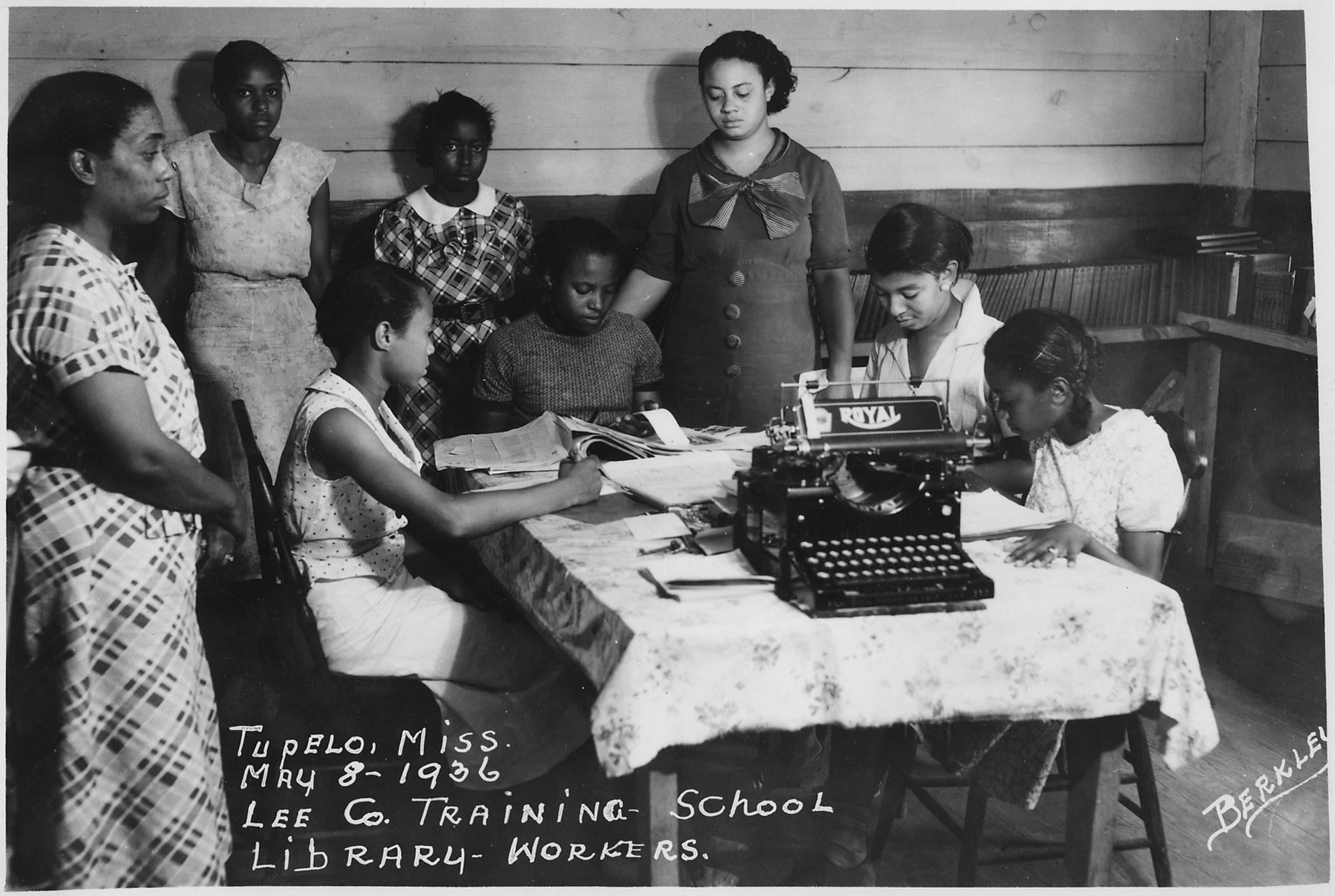
Escolares en la biblioteca de un colegio de Tupelo en 1936.

Las primeras escuelas de Misisipi fueron fundadas durante el inicio del siglo XIX. La nueva Constitución estatal de 1869 instituyó un sistema de escuelas públicas, un consejo de educación, e hizo obligatoria la educación de los niños del estado, durante por lo menos cuatro meses del año. La institución de un sistema de escuelas públicas —administradas por distritos escolares provocó la creación de impuestos, que hicieron que la mayoría de la población de Misisipi inicialmente se opusiera a la nueva medida— dado que el estado pasaba por una gran recesión económica y se enfrentaba la destrucción causada por la Guerra Civil, que había terminado cuatro años antes, en 1865. Sin embargo, a medida en que las condiciones económicas de Misisipi mejoraron, el sistema de escuelas públicas del estado pasó a recibir una mayor aprobación de la población. Durante el inicio del siglo XX, Misisipi unió diversos distritos escolares rurales entre sí, en una tentativa de disminuir las dificultades financieras de tales distritos, que poseían pocos recursos.
Actualmente, todas las instituciones educacionales en Misisipi necesitan seguir reglas y patrones dictados por el Consejo Estatal de Educación de Misisipi. Este consejo controla directamente el sistema de escuelas públicas del estado, que está dividido en diferentes distritos escolares. El consejo está compuesto por nueve miembros —cinco escogidos por el gobernador, dos por el Teniente Gobernador y dos por el Legislativo del Estado— para mandatos de hasta cuatro años de duración. Estos nueve nombran a un noveno miembro, que actuará como superintendente de educación. Cada ciudad primaria (city), diversas ciudades secundarias (towns) y cada condado, es atendida por un distrito escolar. En las ciudades, la responsabilidad de administración del sistema escolar público es de los distritos municipales, mientras que en regiones menos densamente habitadas, esta responsabilidad corresponde a los distritos escolares, que operan en todo el condado en general. Misisipi permite la operación de "escuelas chárter" —escuelas públicas independientes, que no son administradas por los distritos escolares, pero que dependen de presupuestos públicos para su funcionamiento—. La atención escolar es obligatoria para todos los niños y adolescentes con más de seis años de edad, hasta la conclusión de la enseñanza secundaria o hasta los dieciséis años de edad.
En 1999, las escuelas públicas de Misisipi atendieron a cerca de 500,7 mil estudiantes, empleando aproximadamente a 30,7 mil profesores. Las escuelas privadas atendieron cerca de 51,4 mil estudiantes, empleando aproximadamente a 3,9 mil profesores. El sistema de escuelas públicas del estado consumió cerca de 2,29 mil millones de dólares, y el gasto de las escuelas públicas fue de aproximadamente 4900 dólares por estudiante. Cerca del 81,2 % de los habitantes del estado con más de 25 años de edad poseen un diploma de enseñanza secundaria.
La primera biblioteca pública de Misisipi fue fundada en Port Gibson, en 1818. La más antigua del estado todavía en funcionamiento es la biblioteca estatal, en Jackson, fundada en 1838. Actualmente, Misisipi posee cerca de 230 bibliotecas públicas, administradas por 49 sistemas de bibliotecas públicas diferentes.
La primera institución de educación superior de Misisipi, la Facultad Jefferson, fue fundada en 1811. La institución de educación superior del estado más antigua todavía en funcionamiento es la Facultad de Misisipi, fundada en Clinton, en 1826, con el nombre de Facultad Hampstead. La Universidad de Misisipi es la institución pública de educación superior más antigua del estado, fundada en 1846. Misisipi no posee un sistema público de educación superior, aunque administre diversas facultades y universidades esparcidas por el estado. Misisipi posee 41 instituciones de educación superior, de las cuales 26 son públicas y 15 son privadas. Algunas de sus principales universidades son University of Southern Mississippi, William Carey University, Mississippi College y Mississippi State University.

## Infraestructura

### Transporte

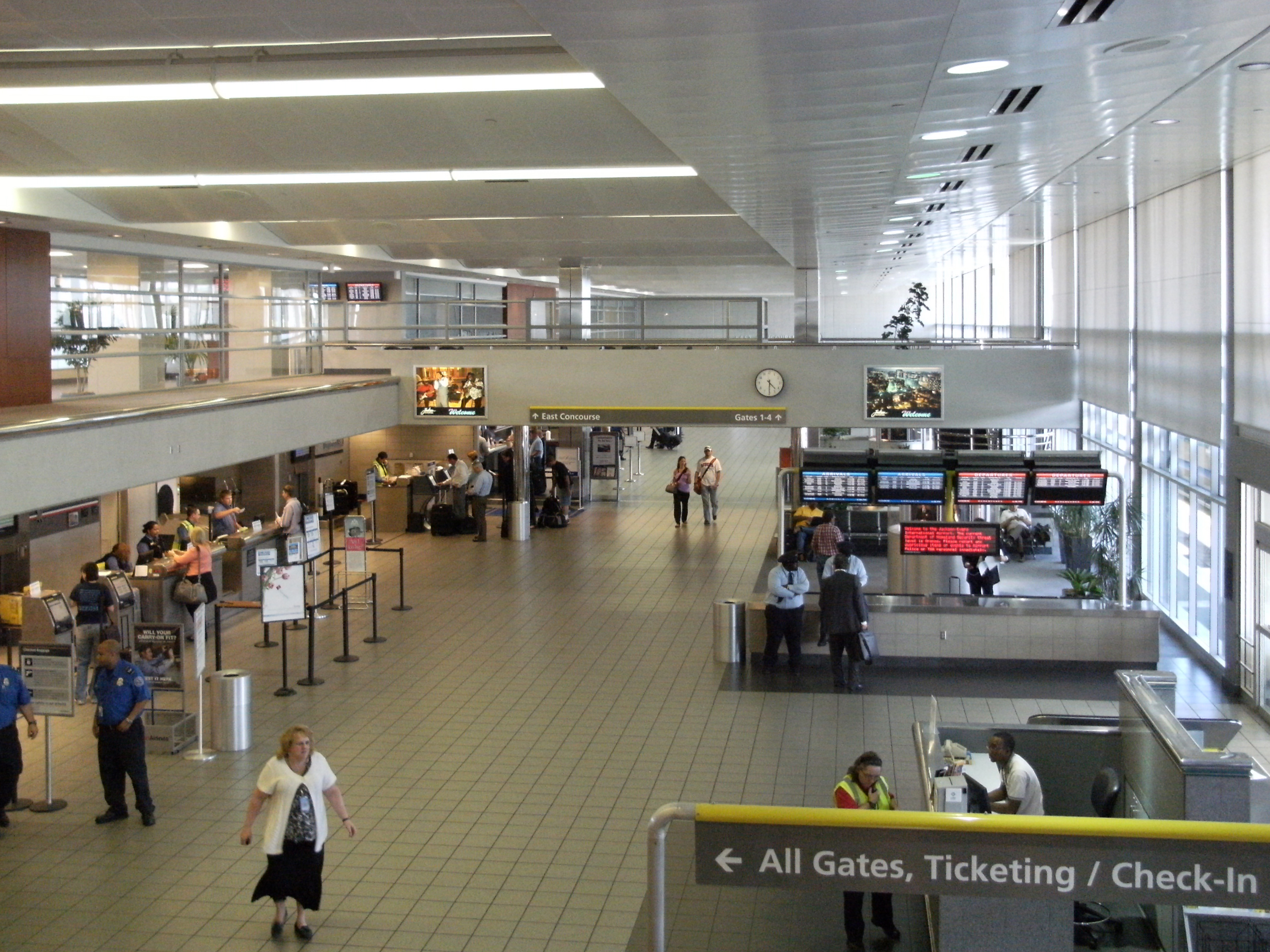
Sala del Aeropuerto internacional Jackson–Evers, en la capital de Misisipi, Jackson.

Jackson es el principal centro viario, ferroviario y aeroportuario del estado, mientras el principal centro portuario de Misisipi es Gulfport, localizado en el litoral del estado en el golfo de México. En 2002, Misisipi poseía 1102 kilómetros de vías de ferrocarril. En 2003, el estado contaba con 119 260 kilómetros de vías públicas, de los cuales 1539 kilómetros eran autopistas interestatales, considerados parte del sistema federal viario de los Estados Unidos.

### Medios de comunicación
El primer periódico de Misisipi, el Mississippi Gazette, fue publicado por primera vez en 1799, en Natchez. Actualmente, son publicados en el estado cerca de 115 periódicos, de los cuales 20 son diarios.
La primera estación de radio de Misisipi fue fundada en 1925, en Hattiesburg. La primera estación de televisión del estado fue fundada en 1952, en Jackson. Actualmente, Misisipi posee 153 estaciones de radio (de las cuales 68 son AM y 85 son FM) y 21 estaciones de televisión.

## Cultura
Misisipi fue cuna de grandes nombres del mundo del entretenimiento global, como Oprah Winfrey o Jim Henson, y del cine como James Earl Jones o Morgan Freeman, también vio nacer a escritores como William Faulkner, Tennessee Williams o John Grisham y cantantes de talla mundial como Robert Johnson, Muddy Waters, B. B. King, Elvis Presley o Britney Spears.

### Deporte
Los dos principales equipos deportivos universitarios de Misisipi son los Ole Miss Rebels y los Mississippi State Bulldogs, rivales históricos de la Southeastern Conference. En fútbol americano, los Rebels han ganado cinco Sugar Bowl y cuatro Cotton Bowl, en tanto que los Bulldogs han ganado un Orange Bowl. En tanto, de los Southern Miss Golden Eagles surgió el quarterback de NFL Brett Favre.
El PGA Tour disputa un torneo de golf en Misisipi desde 1968 y el Champions Tour desde 2010.

### Símbolos del estado
- Árbol: Magnolio
- Bebida: Leche
- Mariposa: Papilio troilus
- Apodos:
  - Magnolia State
  - Hospitality State (no oficial)
- Concha: Ostra
- Flor: Magnolia
- Insecto: Abeja
- Lema: Virtute et Armis
- Mamífero acuático: Delfín común
- Mamíferos terrestres: Zorro rojo y Ciervo de cola blanca
- Música: Go, Mississippi, adoptado en 1962
- Pájaro: Cenzontle
- Pájaro acuático: Pato de la Florida
- Piedra: Madera petrificada
- Pez: Lubina negra